# Uspenskijkatedralen (Helsinki)
 For alternative betydninger, se Uspenskijkatedralen. (Se også artikler, som begynder med Uspenskijkatedralen)
Uspenskijkatedralen (fi. Uspenskin katedraali, sv. Uspenskijkatedralen, ru. Успенский собор) er hovedkirke for Helsingfors Ortodokse Menighed og katedral for Helsingfors Ortodokse Stift. Katedralen findes på Skatudden på toppen af en klippeknold i den østlige udkant af Helsingfors' (Helsinki) centrum og blev færdigbygget i 1868. På katedralens bagside findes en mindeplade over Zar Alexander II, som var overhoved for Storfyrstendømmet Finland.
Kirkens navn kommer af det slaviske ord uspenie, som betyder at "sove ind" (i betydningen at dø). Katedralen er helliget mindet af hændelsen, da Jomfru Maria sov ind, og mindefesten fejres den 15. august. Kirken er en særdeles populær turistattraktion og har i den henseende flere besøgende end Helsinki Domkirke, men færre end Tempelpladsens Kirke. I 2006 besøgtes Uspenskijkatedralen af 516.500 turister.
Uspenskijkatedralen er Nord- og Vesteuropas største ortodokse kirke, og bygningen i rød teglsten med de gyldne kupler er et af de synligste tegn på den indflydelse i Finlands historie.

## Historie
Kirken er tegnet af den kendte russiske kirkearkitekt og akademiker Aleksej M. Gornostajev (1808-1862). Kirken er opført i årene 1862-1868 og hovedsagelig betalt med donationer. Den blev indviedet den 25. oktober 1868 og blev restaureret i 1960’erne samtidigt med, at kuplerne fik nyt bladguld, så den stod færdig i jubilæumsåret 1968.
Kirkens kupler blev i 2000'erne igen belagt med 22 karat guld. Et arbejde der påbegyndtes i 2004 og var færdigt i maj 2007. Rammerne til fødderne på kuplerne og kobberbelægningen blev fornyet, så kun korsene og kuglerne under dem forblev originale. Guldarbejdet er udført under ledelse af guldmester Harri Virtanen. Fem af kuplerne blev monteret i 2005, mens de sidste blev løftet på plads i juni 2007.

## Udformning
Til trods for at kirkens eksteriør følger gamle slaviske traditioner, er interiøret mere byzantinsk inspireret.
Indvendigt er den rummelig, og taget støttes af fire store søjler, der er hugget ud af én granitblok. I overensstemmelse med ortodokse traditioner findes der ikke bænke i kirken, men langs kirkerummets vægge findes der dog enkelte siddepladser. Forrest i kirkerummet findes ikonostasen foran alteret. Kirken er på 967 m². Den er udstyret med 13 forgyldte kupler, der er udformet som flammer, én stor og tolv mindre. Kuplernes antal symboliserer Kristus og de 12 apostle. Desuden er klokketårnet udstyret med en kuppel.
På Uspenskijkatedralens nordlige væg hænger et ikon, der siges at være mirakelmagende, Kozeltshans Guds Moder, som er bragt til kirken under krigsårene i 1940’erne fra Sorvali i Vyborg. Ikonet er udsmykket med en perle, og beskyttelsesglasset findes flere smykker og kors, som er modtaget som takkegaver.
I katedralens nederste etage findes kirkesalen og kryptkapellet, som er helliggjort og tilegnet præstemartyen Aleksandr Hotovitjskij (d. 1937). I krypten arrangeres der forskellige arrangementer, udstillinger af kirkelige genstande og kirkekunst samt forelæsninger.
Kirken rummer utallige andre værdifulde ikoner, bl.a. Skt. Nikolaus – Mirakelmageren, som blev stjålet den 16. august 2007 midt på dagen, mens kirken besøgtes af hundredvis af turister. Ikonet stammer fra 1800-tallet og var meget specielt af udseende. Det blev oprindeligt skænket til Vyborgs Katedral, og den nærmere oprindelse kendes ikke. Ikonet, der er 45 x 35 cm, lå i en kiota (en glasbelagt beskyttelsesramme) og vejer flere kg. Det var placeret på et analogium (et bord med skråpult) forrest i kirken. Ikonet eftersøges nu både i Finland og udlandet.